# Surge (Glaziologie)

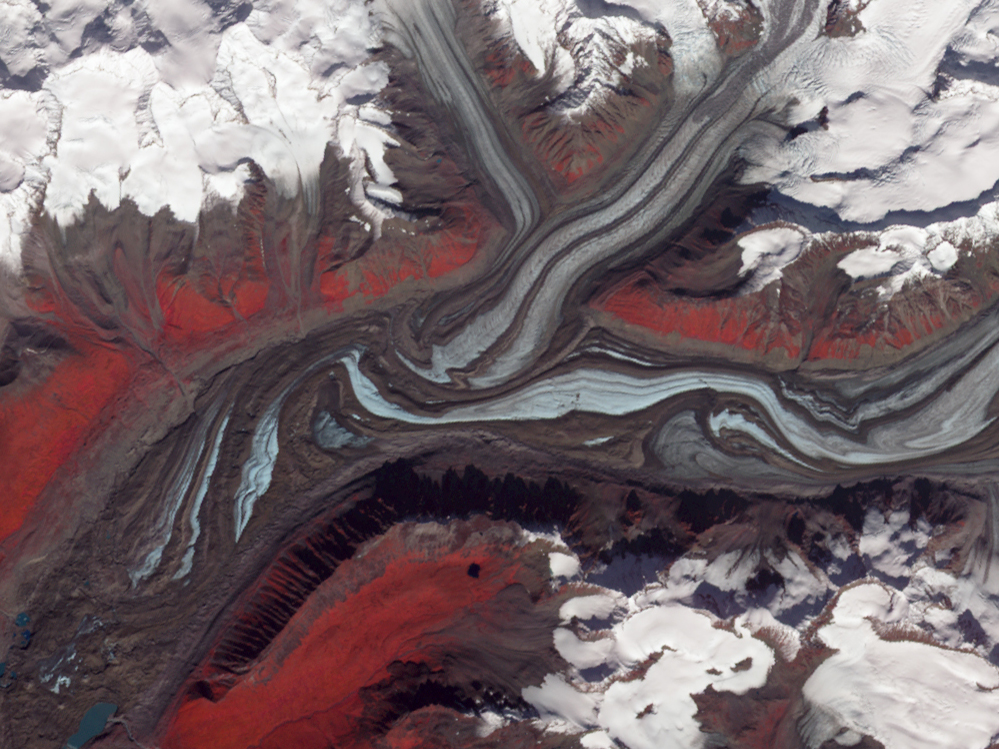
Falschfarbenbild vom Susitna-Gletscher in Alaska im August 2009. An den gefalteten Mittelmoränen ist zu erkennen, dass der in Bildmitte einmündende Tributärgletscher (von rechts oben kommend), der kaum Surge-Verhalten zeigt, einen Keil in den sich in einer Ruhephase befindenden Hauptstrom treibt. Dieser hatte den nordwestlichen Seitenarm während seiner Surge in den Jahren 1951 bis 1952 praktisch abgeschnürt, was an dem abgetrennten „Tropfen“ im unteren (linken) Gletscherbereich zu erkennen ist.

Eine Surge (englisch [sɜːd͡ʒ] wörtlich für Welle, Woge) ist eine typischerweise periodisch auftretende deutliche Steigerung der Fließgeschwindigkeit eines Gletschers. Gletscher, bei denen sie vorkommt, werden Surge-Gletscher (auch galoppierende Gletscher) genannt. Bei solchen Gletschern lösen sich lange Perioden mit normaler, langsamer Fließgeschwindigkeit mit kürzeren Phasen ab, in denen sie 10 bis 1000 mal schneller fließen. Die Ruhephase (Quiescent phase) kann dabei Jahrzehnte oder Jahrhunderte dauern, die aktive Phase (Surge phase) dauert typischerweise von einem bis zu fünfzehn Jahren. Während einer Surge werden beträchtliche Eismengen vom Nährgebiet in die unteren Bereiche des Gletschers verlagert, das Gletscherende kann dabei ebenfalls erheblich vorstoßen, muss aber nicht. Von Surge-Gletschern gibt es regionale Häufungen, vor allem in Alaska und dem Nordwesten Kanadas, Island, Spitzbergen und im Pamir. Im weltweiten Mittel treten Surges bei weniger als einem Prozent der Gletscher auf. Ein sehr auffälliges Merkmal von Surge-Gletschern ist das Auftreten gefalteter Mittelmoränen, die sich bilden, wenn Hauptarm oder Tributärgletscher eines Gletschersystems unterschiedliches Surge-Verhalten aufweisen.
Die schnellste genau gemessene Geschwindigkeit während einer Surge wurde 1963 beim Brúarjökull in Island mit 125 Metern pro Tag festgestellt. Häufig wird als „schnellster Gletscher der Welt“ der Kutiah-Gletscher im Karakorum genannt, der während einer Surge zwischen März und Juni des Jahres 1953 ungefähr 12 Kilometer zurückgelegt haben soll, als mittlere Geschwindigkeit werden dabei 113 Meter pro Tag angegeben. Die spektakulärste Angabe stammt vom Yengutz-Har-Gletscher, ebenfalls im Karakorum, der während seiner im Jahr 1902 beginnenden Surge 3,2 Kilometer in acht Tagen zurückgelegt haben soll.

## Geografische Verteilung
Weltweit werden ein Prozent der Gletscher als Surge-Gletscher eingestuft, allerdings kommen aufgrund der Fortschritte in der Fernerkundung fast jährlich Gletscher hinzu. Surges treten bei einer großen Bandbreite von Gletschertypen und -größen auf. Unübersehbar ist jedoch, dass die geografische Verteilung nicht gleichmäßig ist, sowohl auf globaler als auch auf regionaler Ebene treten Häufungen auf. In weiten Bereichen gibt es überhaupt keine Surge-Gletscher, besonders viele dagegen in Alaska, dem Yukon-Territorium, den zentralen Anden, dem Tian Shan, dem Pamir, Kamtschatka, dem Karakorum, Island, Spitzbergen, in der kanadischen und russischen Hocharktis und am Rande des Grönländischen Eisschilds. Die katastrophalen Vorstöße des Vernagtferners in den Ötztaler Alpen zwischen dem Ende des 16. und dem Anfang des 20. Jahrhunderts werden meist auch als ein Surge-Verhalten eingestuft, heute allerdings gibt es in den Alpen keinen solchen Gletscher mehr.

## Mögliche Ursachen
Mittlerweile gilt als gesichert, dass es für dieses Phänomen mehr als eine Ursache geben muss. Zwei klar unterschiedliche Typen von Surge-Gletschern wurden identifiziert: der Alaska-Typ (Alaskan-type) mit einem sehr plötzlichen Übergang zwischen Ruhe- und aktiver Phase und der Spitzbergen-Typ (Svalbard-type) mit kontinuierlicheren Übergängen, längerer Phasendauer und deutlich geringeren Fließgeschwindigkeiten. Der Alaska-Typ repräsentiert Surges in temperierten Gletschern und wird durch ein Modell des hydrologischen Wechsels erklärt. Es wird angenommen, dass der Phasenübergang durch eine plötzliche Umstellung des subglazialen Abflusssystems, also der Speicherung, Verteilung und dem Druck des Wassers an der Gletscherbasis, in Verbindung mit den am Gletschergrund befindlichen Schuttablagerungen verursacht wird. Der Spitzbergen-Typ repräsentiert Surges in polythermischen Gletschern und wird durch ein Modell des thermischen Wechsels erklärt. Als Ursache wird angenommen, dass die Surge-Zyklen mit einem Wechsel zwischen gefrorenen und ungefrorenen Zuständen der Gletscherbasis einhergehen. Als Prototyp des Alaska-Typs gilt der Variegated-Gletscher, das Pendant des Spitzbergen-Typs ist der Monacobreen.